# Vũ Văn Thành Đô
Vũ Văn Thành Đô (tiếng Trung: 宇文成都) là một nhân vật hư cấu trong tiểu thuyết dã sử Thuyết Đường thời nhà Thanh. Trong tiểu thuyết này, ông được xếp thứ 2 trong số 18 hảo hán thời Tùy - Đường, sử dụng thanh Phượng sí lưu kim đảng (một vũ khí tương tự như đinh ba).

## Hình tượng trong tiểu thuyết
Trong tiểu thuyết Thuyết Đường, Vũ Văn Thành Đô là con của Vũ Văn Hóa Cập, từng được Tùy Dạng Đế phong chức Thiên Bảo Đại tướng quân. Trong trận chiến tại Tấn Dương, Vũ Văn Thành Đô giao đấu và bị bại dưới tay con trai Lý Uyên là Lý Nguyên Bá. Về sau, nhiều lần giao chiến với anh hùng Ngõa Cương trại, phò tá cha mình tranh đoạt thiên hạ của nhà Tùy, trong trận chiến ở Dương Châu bị bại trận và bị giết bởi Lý Nguyên Bá.
Trong tiểu thuyết Đại Đường song long truyện, Vũ Văn Thành Đô được mô tả là anh em họ với Vũ Văn Hóa Cập, là con trai của Vũ Văn tộc chủ Vũ Văn Thương, đứng đầu trong Tứ đại cao thủ của tộc Vũ Văn. Trong trận chiến tại Lương Đô, Vũ Văn Thành Đô bị Khấu Trọng chém chết.
Trong hiên viên kiếm thiên chi ngân hình tượng Vũ Văn Thành Đô được mô tả bởi vũ văn thác

## Lịch sử
Trong các sử liệu, ghi chép Vũ Văn Hóa Cập có hai người con trai là Vũ Văn Thừa Cơ và Vũ Văn Thừa Chỉ, về sau đều bị Đậu Kiến Đức chém chết.